# Norman O. Brown
Norman Oliver Brown, född 25 september 1913 i El Oro, Mexiko, död 2 oktober 2002 i Santa Cruz, Kalifornien, var en amerikansk forskare och författare inom områdena historia, litteratur, psykologi och kultur.

## Böcker
- 1947. Hermes the Thief: The Evolution of a Myth.  Madison: University of Wisconsin Press.
- 1953. Hesiod, Theogony.  Translated and with an introduction by Norman O. Brown.  Indianapolis : Bobbs-Merrill.
- 1959. Life Against Death|Life Against Death: The Psychoanalytical Meaning of History.  Middletown: Wesleyan University Press.
- 1966. Love's Body.  New York: Random House.
- 1973. Closing Time.  New York: Random House.
- 1991. Apocalypse and/or Metamorphosis.  Berkeley: University of California Press.
- 2009. The Challenge of Islam: The Prophetic Tradition. Ed. by Jerome Neu. Santa Cruz, California: New Pacific Press.